# Dambach (Teichl)
Der Dambach ist ein 17 km langer rechter Zufluss der Teichl in Oberösterreich.

## Lauf und Landschaft
Der Dambach entspringt am Osthang des Schwarzkogels in den Ennstaler Alpen in einer Höhe von rund 1250 m ü. A. Er fällt zunächst steil ab und verläuft dann durch die Rosenau, ein breites, von der Eiszeit geformtes, teils sumpfiges Trogtal nach Norden bzw. Nordwesten. Am Talschluss liegt der namentliche Dambachursprung auf 968 m ü. A. (⊙). Das mittlere Dambachtal ist ein bewaldetes Engtal mit übersteilten Südhängen und ausflachenden Nordhängen. Danach fließt der Dambach durch das relativ ebene Windischgarstner Becken und mündet an dessen westlichem Rand in die Teichl.

## Einzugsgebiet und Wasserführung
Der Dambach entwässert ein Einzugsgebiet von 78,8 km². Der höchste Punkt im Einzugsgebiet ist der Große Pyhrgas mit 2244 m ü. A.
Der mittlere Abfluss am Pegel Windischgarsten, 3,2 km oberhalb der Mündung, beträgt 1,90 m³/s, was einer Abflussspende von 28,4 l/s·km² entspricht. Der Dambach weist ein nivo-pluviales Abflussregime auf. Der mittlere Abfluss ist dabei im wasserreichsten Monat April mit 3,08 m³/s gut doppelt so hoch wie im wasserärmsten Monat Oktober mit 1,35 m³/s.

## Ökologie
Im Oberlauf ist der Dambach relativ naturbelassen, im landwirtschaftlich intensiv genutzten Windischgarstner Becken und in den Ortsgebieten von Rosenau und Windischgarsten ist er hingegen hart reguliert und begradigt. Am unteren Dambach ist zudem das Fließgewässerkontinuum durch Sohlschwellen und ein größeres Absturzbauwerk unterbrochen. Der Bach weist durchgehend Gewässergüteklasse I-II auf. Die hauptsächlich vorkommenden Fischarten sind Äsche, Regenbogenforelle und Bachforelle.

## Nutzung
1622 erteilte das Stift Spital am Pyhrn dem Sensenschmied Wolfgang Moser die Bewilligung, ein Sensenwerk am Dambach errichten zu dürfen. Dieses war bis 1904 in Betrieb.